# Valentin Rose den äldre
Valentin Rose den äldre, född 16 augusti 1736 i Neuruppin, död 28 april 1771 i Berlin, var en tysk apotekare och kemist samt far till Valentin Rose den yngre.
Rose var lärjunge till Andreas Sigismund Marggraf. Han gjorde sig känd bland annat genom uppfinningen av Roses legering.